# EA SPORTS 피파온라인3 챔피언십 2016 시즌2
아이다스 피파온라인3 챔피언십 2016 시즌2는 넥슨 코리아의 스포츠 게임 피파 온라인 3의 E스포츠 리그이다.

## 특이 사항
- 김정민 선수가 성남 FC에 입단한 뒤 처음으로 참가하는 대회다.

## 기간

### 예선 (챔피언십 챌린지)
- 본선 진출자는 총 2번 열리는 챔피언십 챌린지에서 선발된 20명과 지난 시즌 5~8위가 승강전에서 경쟁하여 최종 12명만이 본선에 진출하게 된다.
  - 챌린지일정
    - 제 1차: 2016년 7월 30일
    - 제 2차: 2016년 8월 6일

  - 챌린지시간 : 매주 토요일 오전 10시
  - 챌린지장소 : 홍대 제페토 PC방

### 본선
- 리그일정 : 2016년 8월 27일~
- 방송시간 : 토요일 오후 2시
- 장소 : 강남 넥슨 아레나